# Vladimir Meza
Vladimir Meza Villarreal (Ocococha, Huari, 28 de junio de 1980) es un economista y político peruano. Fue alcalde de la provincia de Huaraz, capital de la región Áncash desde el 2011 hasta 2014.

## Biografía
Nació en el centro poblado de Ocococha, distrito de Huacachi, provincia de Huari, realizando sus estudios escolares primarios en la Institución Educativa Nacional Ocococha del mencionado poblado y los secundarios en el Colegio Nacional Jorge Basadre Grohman de Huaraz.
En febrero del 2010 anunció su candidatura al municipio provincial de Huaraz por el partido político Movimiento Independiente Nueva Esperanza Regional Ancashina, accediendo al cargo para el periodo 2011-2014.
En 2022 inició su campaña a la gobernatura de Áncash, sin embargo fue excluido de la contienda electoral en junio del mismo año al no subsanar errores documentarios.